# Kanouri (langue)
Pour les articles homonymes, voir Kanouri.
 (janvier 2016).
Si vous disposez d'ouvrages ou d'articles de référence ou si vous connaissez des sites web de qualité traitant du thème abordé ici, merci de compléter l'article en donnant les références utiles à sa vérifiabilité et en les liant à la section « Notes et références ».
Le kanouri (ou kanuri) est un continuum linguistique de langues nilo-sahariennes, parlées autour du lac Tchad par notamment le peuple des Kanouri, appelés aussi Béribéris[réf. nécessaire]. Sa diffusion est liée au développement autour du lac Tchad du royaume du Kanem-Bornou.
Le mot « Tchad » vient du kanouri et veut dire « grande étendue d'eau, lac ».

## Répartition
Le kanouri est parlé dans les provinces du Kanem au Tchad, dans les États de Bornou et Yobe au Nigeria, ainsi que dans l'Est du Niger, dans les districts de Manga et de Mounio dans la région de Diffa, quelques districts de la région de Zinder, les oasis du Kawar (Bilma), et dans quelques districts moins importants. Il est également parlé dans la région de l'Extrême-Nord au Cameroun.
Les différents dialectes du kanouri forment un continuum linguistique d'aires séparées par le lac Tchad, dont la superficie a plusieurs fois grandi et rétréci successivement au cours des siècles. Parmi ces dialectes, le kanembou, qui s'est répandu au sud-ouest du lac quand vers 1380 le « mai » du Kanem Omar (en) a fui la rive nord-est pour fonder le Bornou.

## Classification
Géographiquement voisine du haoussa parlé dans le Nord du Nigéria, c'est une langue parente du tedaga et du dazaga, que parlent les goranes, nomades du Nord du Tchad et de Libye réputés descendre des Garamantes, ainsi que du zaghawa, appelé béri. L'ensemble forme le groupe des langues sahariennes. Le kanouri est éloigné des langues mabanes parlées à l'est dans le Ouaddaï et des langues sara parlées dans le Sud du Tchad.
Il partage cependant avec ces deux derniers groupes de ne pas présenter de traces de classes nominales et de s'opposer de ce point de vue aux langues nigéro-congolaises. Cette opposition commune s'exprime par un hypothétique groupe nilo saharien et donne lieu à toutes sortes de classifications plus générales au sein de ce « non groupe » dont aucune n'est arrêtée.

## Écriture
Au Niger, il existe un alphabet kanouri officiel depuis l’arrêté 213-99.
| majuscules | A | B | C | D | E | Ǝ | F | G | H | I | J | K | L | M | N | Ny | O | P | R | Ɍ | S | Sh | T | U | W | Y | Z |
| minuscules | a | b | c | d | e | ǝ | f | g | h | i | j | k | l | m | n | ny | o | p | r | ɍ | s | sh | t | u | w | y | z |